# 福島県道64号会津若松裏磐梯線
福島県道64号会津若松裏磐梯線（ふくしまけんどう64ごう あいづわかまつうらばんだいせん）は、福島県会津若松市から耶麻郡北塩原村に至る県道（主要地方道）である。

## 概要
- 起点：会津若松市門田町大字堤沢字北村
- 終点：耶麻郡北塩原村桧原字早稲沢
- 全長：54.198 km[1]
  - 実延長：46.309 km[1]

## 歴史
- 1993年（平成5年）5月11日 - 建設省から、県道会津若松裏磐梯線が会津若松裏磐梯線として主要地方道に指定される[2]。福島県によって現在の路線名が認定される[3]。

## 路線状況
磐梯山を超え国道459号に合流した後、本路線は国道と重複し桧原湖の南岸から西岸へ沿い進む。道の駅裏磐梯付近で国道459号から分岐して桧原湖西岸に沿って北上する。終点で接続する福島県道2号米沢猪苗代線と合わせ、桧原湖周回道路を形成する。表磐梯と裏磐梯をつなぐ磐梯山ゴールドライン区間は2013年に無料化された山岳ワインディングロードで、磐梯吾妻エリアのなかで、磐梯吾妻スカイラインや磐梯吾妻レークラインとならぶ絶景のドライブ・ツーリングルートとして知られている。この磐梯山ゴールドラインでは冬季閉鎖区間があり、11月上旬から翌年4月下旬までの期間は通行止めとなる。

### 別名・通称

#### 小田橋通り

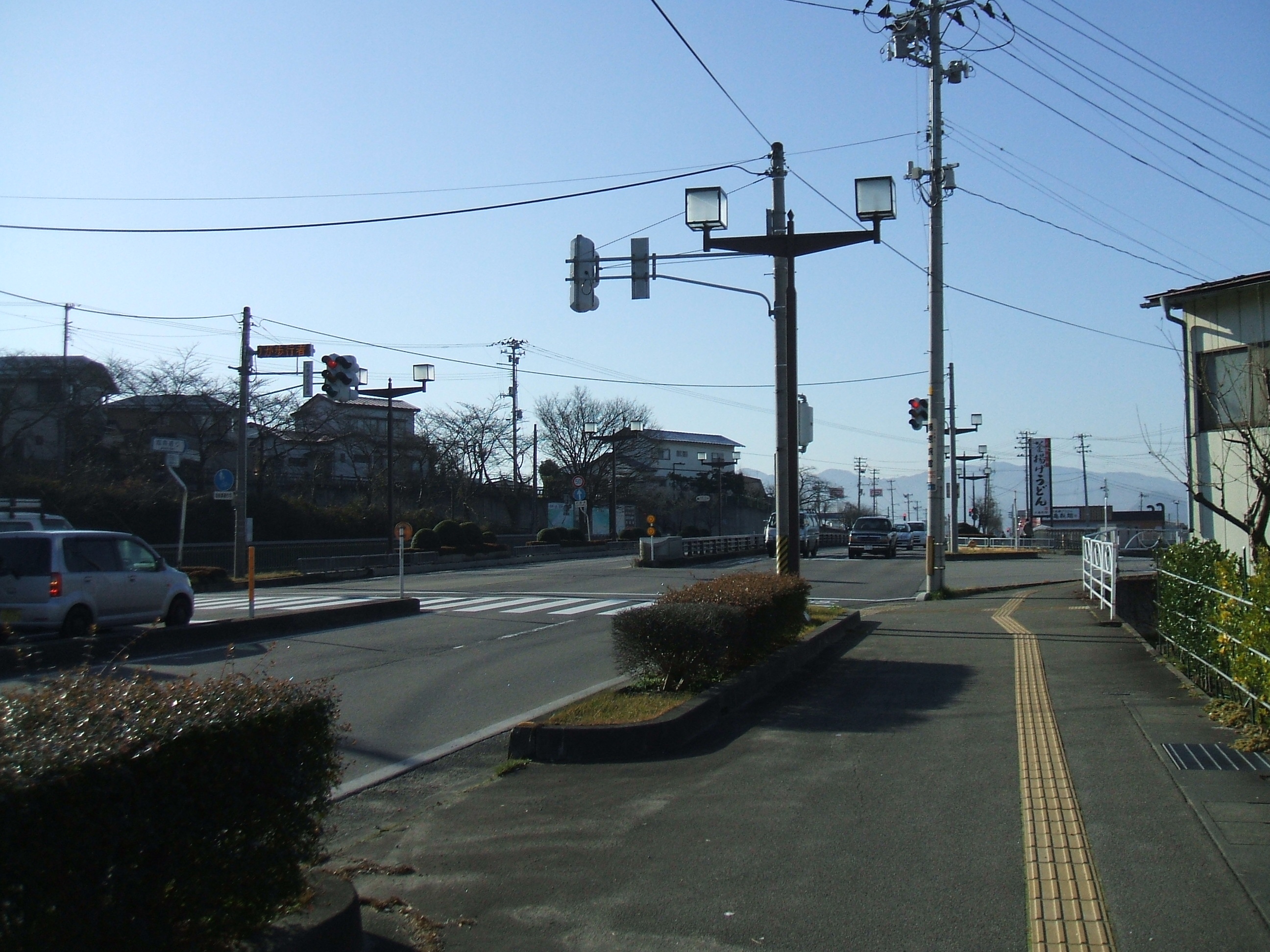
小田橋付近

会津若松市街地東部を通る一部区間を指す。沿線には商業施設などが立ち並ぶ。

#### 千石通り

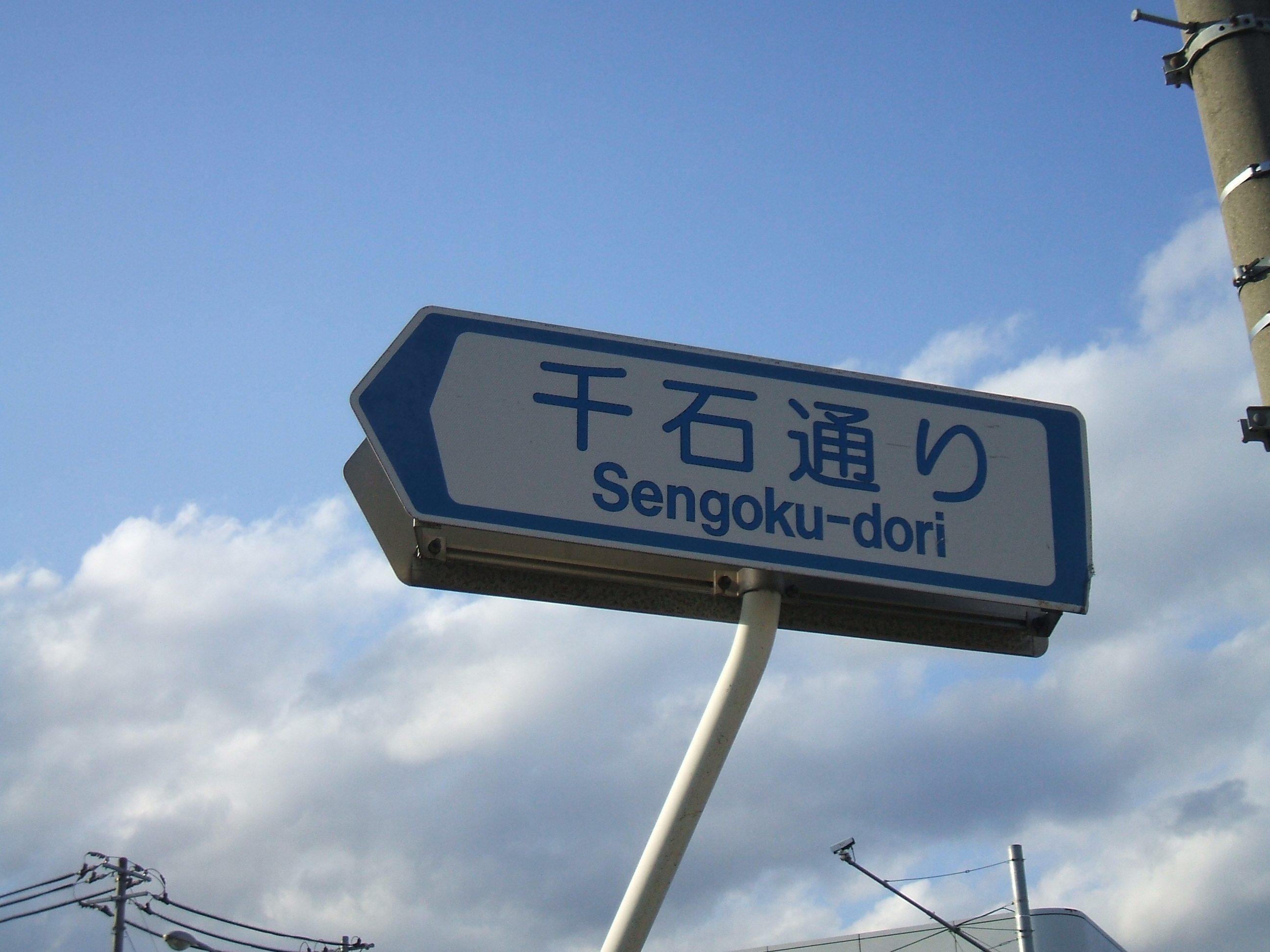
千石通りを示す標識

会津若松市市街地では千石通り、千石バイパスと呼ばれ（付近に富士通会津若松工場があったころは、富士通通り、富士通バイパスとも言っていた）、多くの商業施設などが沿線に立ち並ぶ。

#### 会津若松市北部 - 耶麻郡磐梯町

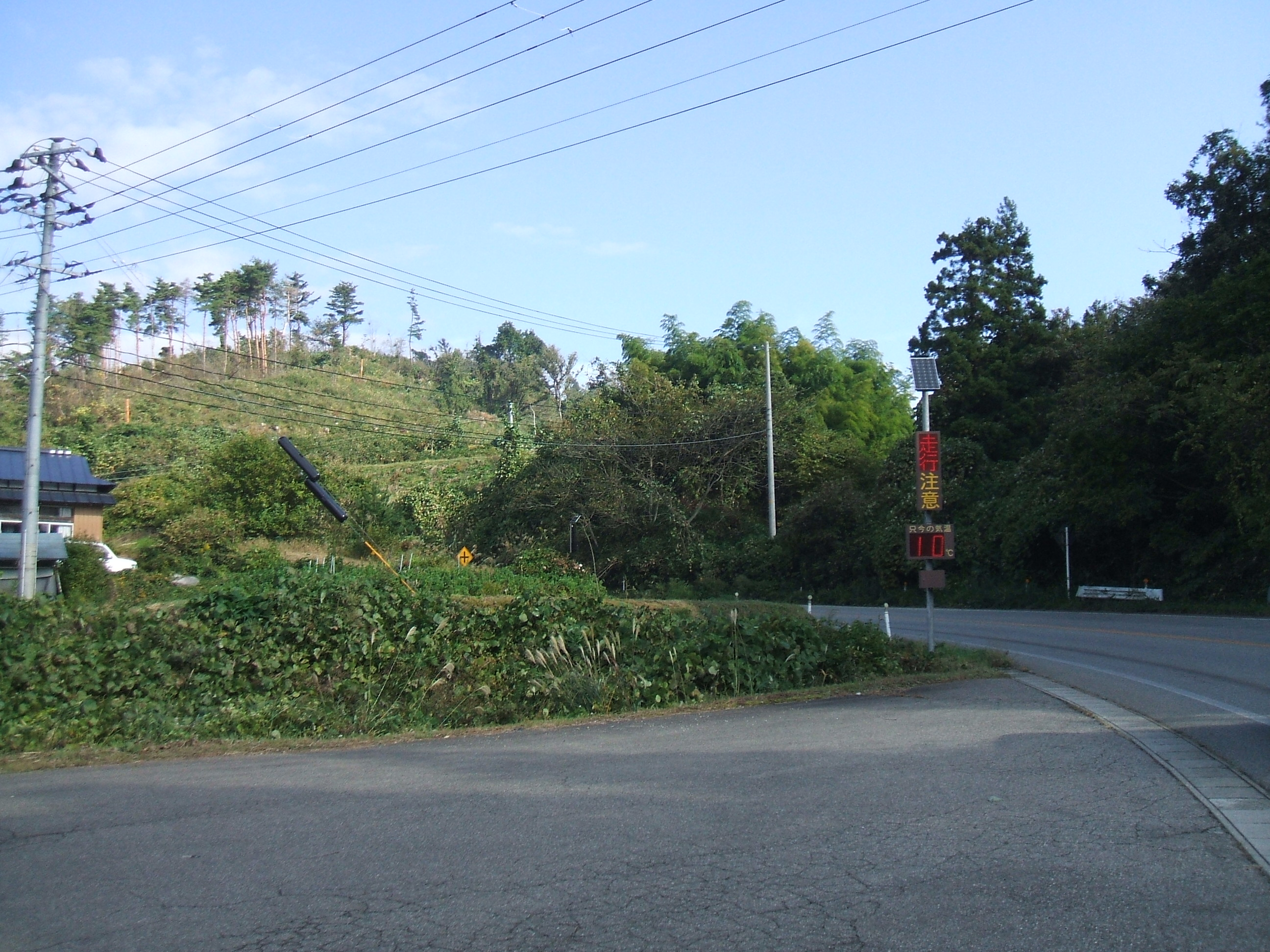
福島県会津若松市河東町付近

会津若松市北部（一箕町、河東町）では、国道49号（滝沢バイパス）との重複区間の後、松長団地北側を通った後、明ル坂を経て再び国道49号（滝沢バイパス）との重複区間となる。重複区間後、磐梯河東インターチェンジを経て日橋川を渡り、磐梯町に至る。磐梯町内では、福島県道7号猪苗代塩川線と重複する。

#### 磐梯山ゴールドライン
耶麻郡磐梯町から耶麻郡北塩原村（国道49号から国道459号にかけての区間）は磐梯山を貫く部分は磐梯山ゴールドラインで、福島県の観光有料道路であったが2013年7月25日より無料開放された。

### バイパス・改良
- 桧原2工区
全長1200 m。2010年に230 mの一部開通を経た後に、2014年4月22日全線開通。桧原湖西岸部の約6kmにわたる幅員狭小、急カーブ、冬季閉鎖を解消するために平成15年度から事業化が行われた。事業費は約34億円。[要出典]

### 重用路線
- 国道49号（会津若松市一箕町大字亀賀字郷之原（郷之原交差点） - 同市一箕町大字鶴賀字船ケ森東（松窪入口交差点））
- 国道49号（会津若松市河東町八田字八田野 - 同市河東町八田字上糠塚甲）
- 福島県道7号猪苗代塩川線（耶麻郡磐梯町磐梯字口明石 - 同郡同町磐梯字山道）
- 国道459号（耶麻郡北塩原村桧原 - 同郡同村桧原字南黄連沢山）

### 冬期交通不能区間
- 耶麻郡磐梯町更科字内山 - 同郡同町更科字清水平（延長1.8 km）
- 耶麻郡磐梯町更科字馬洗場 - 同郡北塩原村桧原字湯平山（延長13.6 km）[5]

### 道路施設

#### トンネル
川曽根山トンネル
- 全長：92.0 m
- 幅員：6.0（10.0）m
- 竣工：1997年3月
- 施工：会喜経常建設共同企業体[6][要出典]

野鳥の森トンネル
- 全長：159.0 m
- 幅員：6.0（7.0）m
- 竣工：2009年12月
- 施工：会津土建[6]

2010年4月14日、桧原2工区一部供用開始に伴い開通。
桧原トンネル
- 全長：650 m
- 幅員：6.0（10.0）m
- 施工：高橋建設・東栄建設共同事業体[7]

2014年4月22日、桧原2工区全線供用開始に伴い開通。

#### 橋梁
不動川橋
- 全長：17.0m
- 幅員：27.0m
- 竣工：1970年[9]

会津若松市一箕町大字八幡字八幡、一箕町大字亀賀字藤原に位置し、一級水系阿賀野川水系不動川を渡る。千石バイパス上にあり、当橋梁より名を取った不動川橋交差点のすぐ南側に位置する。
松永橋
- 全長：19.0m
- 幅員：8.5m
- 竣工：1990年[10]

会津若松市一箕町大字鶴賀字青坂から河東町八田字百枚堀田、字明ル坂下丙に跨り、一級水系阿賀野川水系金山川を渡る。橋上は上下対向2車線で供用され、歩道は設置されていない。
新日橋川橋
桧原南橋（檜原湖）
- 全長：79.0m
- 幅員：6.0（10.0）m
- 形式：鋼立体ラーメン式桟道橋
- 竣工：2014年度
- 施工：渡部産業
- 総工費：2億8500万円[11]

桧原大橋（桧原湖）
- 全長：214.0 m
  - 主径間：150.0 m
- 幅員：6.0（10.5）m
- 形式：3径間鋼上路式アーチ橋
- 開通：1997年10月16日[12]
- 施工：川田工業・東京鐵骨橋梁・古河産機システムズ・宮地鉄工所[13]

磐梯朝日国立公園の特別地域内での建設のため、樹木群落を避け、水辺環境の保全のためにローゼ橋が採用された。桁の形状や塗装は周辺環境と調和が取れるよう配慮がなされた。「ふくしまの橋カード」No.7に選出され、道の駅裏磐梯にて配布されている。
野鳥の森橋
- 全長：104.0 m
  - 主径間：39.6m
- 幅員：6.0（11.0）m[16]
- 形式：3径間鋼連続非合成鈑桁橋
- 開通：1997年10月16日[12]

北塩原村檜原にて檜原湖の入り江を渡る。10m手前に連続して架かる桧原大橋同様、磐梯朝日国立公園内であることから周辺環境と調和が取れるよう桁の塗装が行われている。総工費は4億8000万円。
大川入橋
- 全長：37.7m
- 幅員：6.5m
- 竣工：1965年[9]

北塩原村檜原にて一級水系阿賀野川水系大川入川を渡る。
吾妻川橋
- 全長：36.3m
- 幅員：6.0m
- 竣工：1968年[10]

北塩原村檜原字早稲沢にて一級水系阿賀野川水系吾妻川を渡る。橋上は上下対面通行で供用されているが、センターライン、歩道は設置されていない。

## 地理
福島県会津地方の磐梯山西側を南北に通り、標高1194メートルの八方台をピークに、表磐梯と裏磐梯を結んでいる。裏磐梯では桧原湖の西湖岸に沿って走り、桧原湖の北端まで道路が伸びる。磐梯山ゴールドライン区間では、高地の森林地帯を走る区間が多く、秋は紅葉の名所となっている。沿線の展望台からは、裏磐梯の爆裂火口や、猪苗代湖を遠望できるポイントがある。表磐梯では、星野リゾートのスキー場「アルツ磐梯」のゲレンデの中を通過している。

### 通過する自治体

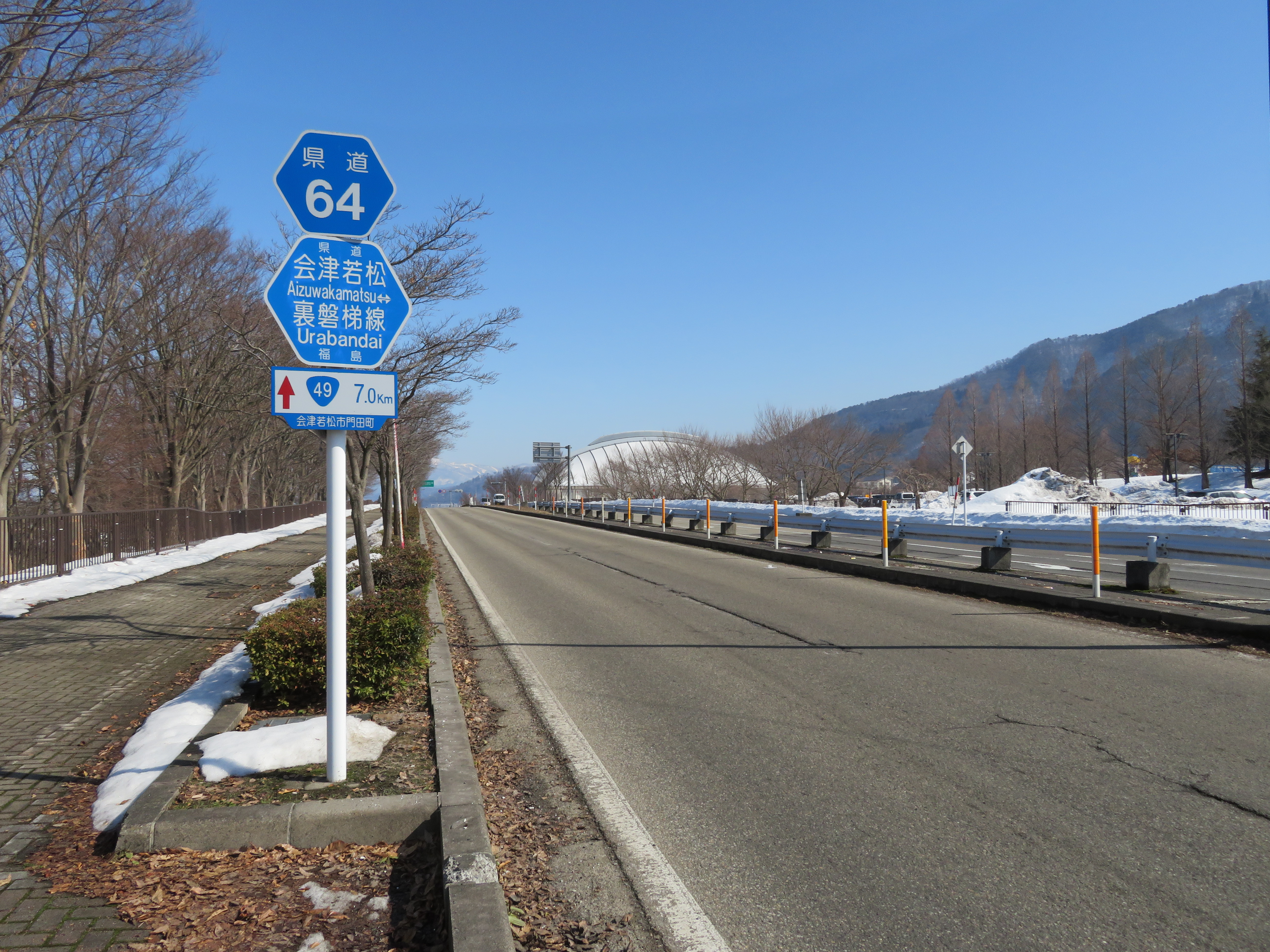
会津若松市門田町付近

- 福島県
  - 会津若松市
  - 耶麻郡磐梯町
  - 耶麻郡北塩原村

### 交差する道路
- 会津若松市
  - 国道118号（国道121号重用区間）・福島県道128号会津若松会津高田線（門田町大字堤沢字北村 起点）
  - 福島県道325号湯川大町線（南千石町）
  - 国道49号 新潟市方面（一箕町大字亀賀字郷之原（郷之原交差点））
  - 国道49号 郡山市方面（一箕町大字鶴賀字船ケ森東（松窪入口交差点））
  - 国道49号 郡山市方面（河東町八田字八田野）
  - 国道49号 新潟市方面（河東町八田字上糠塚甲（八田交差点））
  - 磐越自動車道 磐梯河東IC（河東町八田字琵琶石）
- 磐梯町
  - 福島県道7号猪苗代塩川線 喜多方市方面（磐梯字沼田）
  - 福島県道207号磐梯町停車場線（磐梯字口明石）
  - 福島県道7号猪苗代塩川線 猪苗代町方面（磐梯字山道）
- 北塩原村
  - 国道459号 猪苗代町方面（桧原）
  - 国道459号 喜多方市方面（桧原字南黄連沢山）
  - 福島県道2号米沢猪苗代線（桧原字早稲沢 終点）

### 沿線にある施設など
- あいづ総合運動公園
  - あいづ球場
- 会津若松市立城南小学校
- 小田山
- 会津若松市立一箕小学校
- 福島県立会津学鳳中学校・高等学校
- 会津大塚山古墳
- 会津中央病院
- 会津大学
- 会津若松市公設地方卸売市場
- 七曲山
- 松長団地
- 磐梯ふるさとの森公園
- 道の駅ばんだい
- 榮川酒造
- 磐梯山
  - アルツ磐梯スキー場
- 桧原湖
- 道の駅裏磐梯（国道459号経由）
- 檜原郵便局